# Патрик Лий
Патрик Лий (на английски: Patrick Lee) е американски писател на бестселъри в жанра трилър и фантастичен трилър.

## Биография и творчество
Патрик Лий е роден през юли 1976 г. в Мичиган, САЩ. Учи четири години и половина в двугодишен колеж. През 20-те си години продава два сценария на филмовите студия в Лос Анджелис, но нито един не е бил екранизиран.
В началото на 30-те си години започва да пише романи. Първият му трилър „Проломът“ от едноименната поредица е издаден през 2009 г. Главният герой Травис Чейс е бивш полицай, който сред ледената пустиня попада случайно в центъра на остър конфликт и тайна война за овладяване на радикално модерна технология.
През 2014 г. е издаден романът му „Бегачът“ от следващата му поредица трилъри „Сам Драйдън“. Бившият войник от специалните части Сам Драйдън среща преследваната от въоръжени мъже единайсетгодишната Рейчъл, и прави всичко на което е обучен, за да ѝ помогне.
Патрик Лий живее със семейството си в Хъдсънвил, Мичиган.

## Произведения

### Серия „Проломът/Травис Чейс“ (Breach)
1. The Breach (2009) 
Проломът, изд.: ИК Бард, София (2009), прев. Венцислав Божилов
2. Ghost Country (2010)
3. Deep Sky (2011)

### Серия „Сам Драйдън“ (Sam Dryden)
1. Runner (2014)
Бегачът, изд.: ИК Бард, София (2014), прев. Асен Георгиев
2. Signal (2015) – издаден и като „Only to Die Again“